# Alá
Alá ou Alláh (em árabe: اللهⓘ, transl. Allāh, AFI: /ʔalˤːɑːh/) é a palavra utilizada no árabe para designar Deus (al ilāh, literalmente "O Deus"). A palavra possui cognatos em outras línguas semíticas, tais como Elah em aramaico, ʾĒl em canaanita e Elohim em hebraico.
Embora o termo seja mais conhecido no Ocidente devido ao seu uso pelos muçulmanos para se referir a Deus no Islã, é utilizado pelos falantes do árabe de todas as fés abraâmicas, incluindo judeus e cristãos, para se referir à divindade monoteística. Os cristãos árabes utilizam o termo antes mesmo do advento do Islã. Também é utilizado, embora não exclusivamente, por babistas, bahá'ís, cristãos indonésios e malteses e judeus mizrahim. Cristãos e sikhs da Malásia Peninsular também têm usado a palavra para se referir a Deus. Isto tem causado controvérsia política e legal, já que há leis no país proibindo o uso da palavra por não-muçulmanos.

## Etimologia
O termo Allāh é derivado de uma contração do artigo definido al- ("o") com ilāh ("divindade", "deus"). Cognatos da palavra "Allāh" existem em outras línguas semíticas, tais como hebraico e aramaico. A forma correspondente em aramaico é Elah (אלה), mas sua forma enfática é Elaha (אלהא). É escrita como ܐܠܗܐ (ʼĔlāhā) no aramaico bíblico e ܐܲܠܵܗܵܐ (ʼAlâhâ) no siríaco conforme utilizado pela Igreja Assíria, ambos significando apenas "Deus". O hebraico bíblico utiliza a formal plural (com sentido singular) Elohim (אלהים), mas também raramente usa a forma singular Eloah (אלוהּ). Na escritura sikh de Guru Granth Sahib, o termo Allah (Punjabi: ਅਲਹੁ) é usado 37 vezes.
O termo também era utilizado pelos habitantes pagãos politeístas de Meca (na atual Arábia Saudita), em referência a um deus criador, possivelmente a divindade suprema na Arábia pré-islâmica.
Alá é o único, onipotente e única divindade e criador do universo das religiões abraâmicas. Há tanto similaridades quanto diferenças ao conceito de Deus apresentado no Corão e na Bíblia hebraica. Também foi aplicado a certos seres humanos vivos como personificações do termo e do conceito.
Há um caractere no Unicode para a palavra Allāh, ﷲ com code point U+FDF2. Diversas fontes em árabe contam com ligaduras especiais próprias para o nome.

## Utilização

### Na Arábia pré-islâmica
Na Arábia pré-islâmica, incluindo a região de Meca, Allah era provavelmente um termo utilizado pelos árabes politeístas para se referenciar a um deus criador ou à entidade suprema do panteão deles. É possível que o termo não fosse utilizado para se referir a uma única divindade como no Islã. O termo pode ter tido noção vaga na religião então praticada em Meca. O nome do pai de Maomé era Abedalá (ʿAbd-Allāh), que significava "servo de Alá". Os árabes cristãos, judeus e monoteístas pré-islâmicos (Hanifs) utilizaram a palavra "Alá" e o termo Bismillah ("em nome de Alá") para se referir à entidade suprema deles em inscrições em pedras séculos antes do advento do Islã.

### No judaísmo
Uma vez que o hebraico e o árabe são línguas semíticas próximas, é comumente aceito que Alá e o termo bíblico Elohim são derivações cognatas de mesma origem, assim como Eloah, palavras hebraicas usadas para significar "o Deus" e "deuses", respectivamente. Elohim e Eloah derivam da raiz El ("forte"), provavelmente oriundo do genérico ʾĒl ("deus"), contraído com o ugarítico ’lhm (apenas consoantes), que significaria "filhos de El". Nas escrituras judaicas, Elohim é utilizado como um título descritivo para Deus, cujo nome pessoal é YHWH, Elohim também é utilizado para se referir aos deuses pagãos.

### No cristianismo
A palavra em aramaico para "Deus", utilizada pelos assírios, é ʼĔlāhā ou Alaha. Os falantes de árabe das religiões abraâmicas, como cristãos e judeus, usam a palavra Alá para se referir a Deus. Os árabes cristãos da atualidade não possuem outra palavra se não Alá para se referir a Deus. Eles usam o termo Allāh al-ab (الله الأب) para Deus-pai, Allāh al-ibn (الله الابن) para Deus-filho e Allāh al-rūḥ al-quds (الله الروح القدس) para Deus-Espírito Santo. Até mesmo na língua maltesa, de origem árabe, falada quase que exclusivamente por católicos, a palavra Alá (Alla) é utilizada para se referir a Deus.
Os árabes cristãos tem utilizado duas formas de invocação que foram afixadas no início de suas obras escritas. Eles adotaram o conceito muçulmano de bismillāh e criaram seu próprio bismillāh trinitarizado no início do século VIII. O bismillāh muçulmano se traduz para "Em nome de Deus, o clemente, o misericordioso". O bismillāh trinitarizado se traduz para "Em nome do Pai, do Filho e do Espírito Santo, Um Deus". As invocações em siríaco, latim e grego não incluem as palavras "Um Deus" no final. Esta adição foi acrescentada para enfatizar o aspecto monoteísta da crença na Trindade e também para torná-la mais palatável aos muçulmanos.
Segundo Marshall Hodgson, parece que em tempos pré-islâmicos alguns árabes cristãos faziam peregrinações à Caaba, à época um templo pagão, para honrar Alá como Deus criador do universo. Algumas escavações arqueológicas levaram à descoberta de inscrições pré-islâmicas e túmulos feitos por cristãos falantes de árabe nas ruínas de uma igreja em Umm el-Jimal, no norte da Jordânia, contendo referências a Alá como o Deus cristão; alguns túmulos traziam a inscrição Abd Allah, que significa "servo de Alá".
O termo Alá pode ser encontrado diversas vezes nas listas de mártires cristãos na Arábia, conforme indicado por antigos documentos siríacos com os nomes dos mártires da era dos reinos Himiarita e Axum. Um líder cristão chamado Abedalá ibne Abacar ibne Maomé foi martirizado em Najrã em 523; ele usava um anel que dizia "Alá é o meu Senhor". Numa inscrição de martírio cristão datada de 512, referências a Alá são encontradas tanto em árabe quanto aramaico; ela se inicia com a seguinte declaração: "Com a ajuda de Alá ...".
Nos Evangelhos pré-islâmicos, o nome usado para Deus era Alá, conforme evidenciado pela descoberta de algumas versões do Novo Testamento em árabe no norte e no sul da Península arábica. Os árabes cristãos do período pré-islâmico teriam como grito de guerra "Ya La Ibad Allah" ("Ó servos de Alá") para convocar uns aos outros para a batalha. A palavra Alá também foi utilizada em poemas de poetas cristãos pré-islâmicos na Síria e no norte da Arábia.

### No Islã

Alá em caligrafia árabe.

Segundo a crença islâmica, Alá é o nome próprio de Deus e a submissão humilde a sua vontade, ordens e mandamentos é o pivô da fé muçulmana. Segundo o Corão, "ele é o único Deus, criador do universo e juiz da humanidade". "Ele é único (wāḥid) e inerentemente uno (aḥad), todo piedoso e onipotente". O Corão declara "a realidade de Alá, seu mistério inacessível, seus vários nomes e suas ações em nome de suas criaturas".
Na tradição islâmica, Deus tem 99 nomes (al-asmā’ al-ḥusná, literalmente "os melhores nomes" ou "os nomes mais bonitos"), cada um do qual evoca uma característica distinta de Alá. Todos eles se referem ao mesmo Deus, o supremo e todo-abrangente Alá. Entre os 99 nomes de Deus, os mais famosos e utilizados incluem "o misericordioso" (al-Raḥmān) e "o compassivo" (al-Raḥīm). Algumas tradições afirmam que existe um centésimo nome que seria o próprio nome de Deus, ou seja, Alá.
A maioria dos muçulmanos usam a frase em árabe in shā’ Allāh ("se Deus quiser") em referência a eventos futuros. As devoções discursivas muçulmanas começam com a invocação da bismillāh, traduzida como "em nome de Deus". Algumas frases de louvor a Deus são preferidas pelos muçulmanos, tais como Subḥān Allāh ("Sagrado seja Deus"), al-ḥamdu lillāh ("Louvado seja Deus"), lā ilāha illā Allāh ("Não há outra divindade além de Deus") e Allāhu akbar ("Maior é Deus") como forma de exercício devocional em memória de Deus (dhikr). Numa prática sufita conhecida como dhikr Allah ("em memória de Deus"), o sufita repete e contempla o nome (ou os nomes) de Alá enquanto controla sua respiração.
Maomé teria utilizado o termo Alá ao debater com árabes pagãos, judeus e cristãos, como forma de estabelecer um entendimento mútuo para o nome de Deus. Gerhard Böwering, no entanto, duvida dessa afirmação. Para ele, ao contrário do politeísmo árabe pré-islâmico, Deus no Islã não está associado a nenhuma outra divindade, assim como não há afinidades entre Alá e jinn. Os árabes pré-islâmicos acreditavam num destino cego, poderoso, inexorável e insensível sobre a qual o homem não tinha controle. Isso foi substituído pela noção islâmica de um Deus poderoso, mas providente e misericordioso. Segundo Francis Edwards Peters, "o Corão sustenta, os muçulmanos acreditam e os historiadores afirmam que Maomé e seus seguidores veneram o mesmo Deus dos judeus. O Alá do Corão é o mesmo Deus criador que fez a aliança com Abraão." No entanto, o Corão retrata Alá como mais poderoso e mais remoto do que YHWH, que segue de perto os israelitas.
Para  Muhammad Saalih al-Munajjid, um muçulmano sempre que se referir à divindade, deve usar a palavra Alá, tal e qual,  porque  se transformou num símbolo para os muçulmanos e algo que os distingue, e ajuda a evitar qualquer confusão entre o que os crentes significam e o que os outros significam quando dizem "Deus" (God). Alguns estudiosos afirmam que o nome Alá não deve ser traduzido por qualquer outro nomeː "...é um nome próprio. Não há equivalente em nenhuma linguagem".
Também  Robert Spencer, verificando que a maioria dos ocidentais traduz Alá por Deus, é de opinião que há sérias diferenças entre as visões cristã, judaica e muçulmana de Deus - graves o suficiente para justificar e manter uma distinção entre elas.

## Como palavra incorporada nos idiomas

### Línguas europeias
Algumas línguas que geralmente não usam o termo Alá para se referir a Deus contêm expressões populares que incorporam a palavra. Por exemplo, as palavras ojalá em espanhol e oxalá em português, emprestadas do árabe إن شاء الله. A palavra significa, literalmente, "se Deus quiser", no sentido de "assim espero". Isso se deu devido à presença muçulmana na Península Ibérica. O poeta alemão Mahlmann foi um dos pioneiros a utilizar o termo Alá na literatura alemã, embora permanece pouco claro se ele pretendia transmitir o pensamento islâmico. Em inglês, o termo começou a ser utilizado nos estudos de religião comparada no século XIX. Alguns anglo-muçulmanos utilizam a palavra "Alá" sem traduzi-la para inglês.

### Línguas malaia e indonésia
Os cristãos na Malásia e na Indonésia usam a palavra Alá para se referir a Deus em malaio e indonésio. A maioria das traduções da Bíblia traduzem o termo hebraico Elohim para Alá. Isso remonta às traduções feitas por Francisco Xavier no século XVI. O primeiro dicionário de holandês-malaio, escrito por Albert Cornelius Ruyl, Justus Heurnius e Caspar Wiltens em 1650 traziam Alá como tradução para a palavra holandesa "Godt" ("Deus"). Ruyl também traduziu o Evangelho de Mateus em 1612 para o malaio (primeira tradução da Bíblia para uma língua não-europeia, um ano após a Versão do Rei Jaime), impressa na Holanda em 1629. Depois ele traduziu o Evangelho de Marcos, publicado em 1638.
Em 2007, no entanto, o governo da Malásia criminalizou o uso da palavra Alá por não-muçulmanos. Dois anos depois, no entanto, a Suprema Corte da Malásia revogou a lei, considerando-a inconstitucional. Embora a palavra tivesse sido usada por cristãos no país por mais de quatro séculos, a controvérsia começou após o jornal católico The Herald utilizá-la. O governo acabou recorrendo da decisão do tribunal e a Suprema Corte segurou seu veredito até o julgamento do recurso. Em outubro de 2013, o tribunal acabou mantendo a censura do governo. No início de 2014, o governo malaio confiscou mais de 300 bíblias devido á utilização do termo num contexto cristão. No entanto, o uso da palavra Alá por cristãos não é proibido nos estados de Sabah e Sarawak. A razão principal para a não-proibição nesses dois estados é que eles não são regidos pela lei islâmica, assim como aqueles da Malásia Peninsular.

### Em outras línguas
Em outras línguas, Alá é soletrado da mesma forma:
- em assamês:  আল্লাহ Allah
- em bengali:  আল্লাহ Allah
- em bósnio:  Allah
- em chinês: 阿拉 Ālā}}, 安拉 Ānlā; 真主 Zhēnzhǔ (traduzido como "mestre verdadeiro") 胡大 Huda (Khoda, do persa)
- em checo, em eslovaco:  Alláh
- em grego:  Αλλάχ Allách
- em filipino:  Alā ou Allah
- em hebraico:  אללה Allah
- em hindi:  अल्लाह Allāh
- em malaiala:  അള്ളാഹ് Aḷḷāh
- em japonês:  アラー Arā, アッラー Arrā, アッラーフ Arrāfu
- em letão:  Allāhs
- em maltês:  Alla
- em coreano:  알라 Alla
- em polonês/polaco:  Allah, also archaic Allach or Ałłach
- em russo, ucraniano, em búlgaro:  Алла́х Allakh
- em servo, bielorrusso, em macedônio/macedónio:  Алах Alah
- em espanhol, em português:  Alá
- em tailandês:  อัลลอฮ์ Anláw
- em punjabi (Gurmukhi): ਅੱਲਾਹ Allāh, arcaico ਅਲਹੁ Alahu (em alfabeto Sikh)
- em turco: Allah

## Tipografia

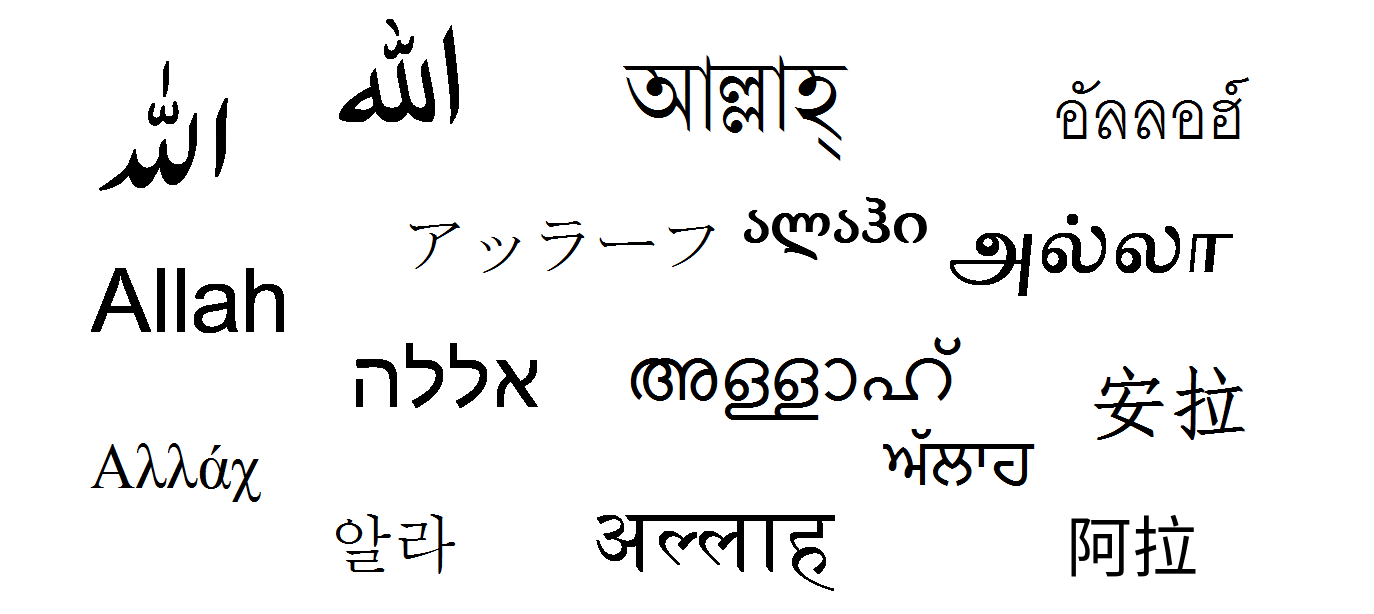
A palavra Alá nos diferentes alfabetos.

A palavra Allāh é quase sempre escrita sem o álef na segunda vogal (ā). Isso se dá devido ao fato de que ela começou a ser utilizada antes da gramática árabe começar a utilizar o sinal para indicar a tonicidade das palavras. Em português, asturiano, galego e espanhol, no entanto, a última vogal recebe um acento para indicar sua tonicidade.

### Unicode
O Unicode possui um code point reservado para a palavra Allāh ﷲ‎ = U+FDF2, no bloco de apresentações árabes A, cujo uso é desencorajado atualmente. Ao invés disso, a palavra Allāh deve ser representada por suas letras individuais em árabe, que irão automaticamente transformá-la na ligadura desejada. A variação caligráfica da palavra, usada como Brasão de armas do Irã está presente no Unicode, na seção de símbolos miscelâneos, no code point U+262B (☫).[carece de fontes?]